# ريان مركلي
ريان ميركلي(بالإنجليزية: Ryan Merkley)‏ يشغل منصب مدير الموظفين تحت إشراف المدير التنفيذي لمؤسسة ويكيميديا، كان الرئيس التنفيذي لمنظمة المشاع الإبداعي و هي  شركة أمريكية غير ربحية. كان ميركلي مدافعا عن حيادية الإنترنت و البيانات المفتوحة في القطاع العام. يكتب ويتحدث عن قضايا مثل الاقتصاد التشاركي و النشر الأكاديمي والبنية التحتية والقانونية لمشاركة المحتوى.

## سيرة ذاتية
ولد ميركلي  في كامبريدج ودرس في جامعة واترلو في الفترة ما بين 1998 و 2001، وعمل في منظمة مهندسون بلا حدود بكندا كرئيس تنفيذي للاتصال. عمل أيضا في مدينة تورونتو ومدينة فانكوفر في أدوار مثل مدير الاتصالات ومستشار مكتب رئيس البلدية وساهم في مبادرة البيانات الحكومية المفتوحة مع عمدة تورونتو ديفيد ميلر. انتقل في عام 2010 إلى مؤسسة موزيلا ليأخذ دور مدير البرامج الاستراتيجية. و ساهم خلالها في تطوير المنتجات لدعم شبكة الإنترنت المفتوح.

## المشاع الإبداعي
عين ميركلي  في منصب الرئيس التنفيذي لمنظمة المشاع الإبداعي في عام 2014  . يركز على إستراتيجية جديد للمنظمة. في عام 2016، نجح في تأمين  منحة من منظمة هيوليت من أجل دعم الإستراتيجية الجديدة للمشاع الإبداعي، وإعادة تركيز المنظمة على تشجيع المشاركة.
أعلنت ميركلي في 7 فبراير عام 2017 عن شراكة بين المشاع الإبداعي،  و مؤسسة ويكيميديا ومتحف متروبوليتان للفنون حيث أصدر المتحف 375,00 صور تحت الملك العام المشاع الإبداعي صفر، والمعروفة باسم CC0. كجزء من الإعلان، أصدر المشاع الإبداعي محرك البحث CC. يوجد محرك البحث حاليا في بيتا وتسحب مرخص الصور من مواقع فليكر، 500px, متحف ريجكس، مكتبة نيويورك العامة.

## وصلات خارجية
- Ryan Merkley's description on Creative Commons
- Ryan Merkley's Blog on Tumblr
- Ryan Merkley at TED